# کجاوه‌بازی
کجاوه‌بازی یکی از مراسم وابسته به نوروز است. این رسم بیشتر در نواحی آذربایجان ایران مرسوم بوده‌است. کجاوه‌بازی در شب‌های نزدیک عید و چهارشنبه‌سوری یک سمبولیسم نیاز و فدیه به فروهر‌هاست و آن چنین است که در این شب‌ها جعبه‌های کوچکی با کاغذهای رنگین به شکل کجاوه می‌سازند و ریسمانی به آن بسته و جوانان بر بام خانه‌ها می‌روند و کجاوه را از کنار پنجره‌ها یا از سوراخ بالای بام می‌آویزند و صاحب خانه شیرینی و خشکباری را که قبلاً برای این منظور تهیه کرده‌است را در کجاوه ریخته و صاحب کجاوه آن را فرا می‌کشد. این رسم مشابه رسم شال‌اندازی است که بیشتر در روستاهای اطراف تهران مرسوم بوده‌است.